# Емигрантска мисъл
„Емигрантска мисъл“ с подзаглавие Орган на емигрантската организация е български вестник, излязал в един брой на 12 декември 1922 година в София.
| Годишнина | Броеве | Дата             |
| --------- | ------ | ---------------- |
| I         | 1      | 12 декември 1922 |

Вестникът е орган на македонската емиграция. Поддържа проземеделски позиции и е против двореца и десницата в македонското революционно движение.